# Kaple Saint-Bernard-de-Montparnasse
Kaple Saint-Bernard-de-Montparnasse (tj. svatého Bernarda z Montparnassu) je katolická kaple, která se nachází na nádraží Paris-Montparnasse v 15. pařížském obvodu. Vchod do svatyně se nachází pod hodinami na levé straně hlavní fasády při pohledu od Tour Montparnasse na křižovatce Avenue du Maine a Place Raoul-Dautry.

## Historie
Nádražní kaple byla zřízena při přestavbě nádražních budov v 60. letech 20. století a byla otevřena v září 1969. Její oltář byl částečně vyroben z železničního pražce.
Kaple se stala ohniskem sociálních bojů v 70. letech, zejména při revoltě prostitutek v roce 1975.